# Periodo Posclásico de América
El Periodo Posclásico de América corresponde al quinto periodo arqueológico en que se divide la Prehistoria de América 
para efectos de estudio, entre el 1000 y el 1500. Es el último periodo antes del encuentro del continente con Europa y en este tiempo se consolidan los grandes imperios americanos, especialmente aztecas e incas, y otras civilizaciones como los mayas. También se presenta la formación de la más grande confederación de tribus de Suramérica: los muiscas. A fines del periodo clásico terminal o periodo posclásico temprano, hacia el año 1200, los grandes centros ceremoniales fueron abandonados, iniciándose una época de grandes migraciones, mezcla de pueblos, desorden y guerras, que sólo terminaría con el establecimiento de una nueva civilización, la de los toltecas en Tusa.
En ese período una de las bases de la economía era la agricultura y en algunas regiones tenían mejores condiciones para el desarrollo de sistemas de irrigación que produjo mejores resultados agrícolas, como era en las riberas de los ríos y lagos.
Es difícil determinar el inicio de este periodo y se relaciona su inicio con el colapso de la cultura maya. Este periodo se marca por el surgimiento de grandes sistemas políticos marcados por grandes urbes como Tusa o Tenochtitlan. En el área maya surge una nueva ciudad llamada Mayapán que sustituye a Chichen y es construida a semejanza de Chichén Itzá, sus principales edificios son una copia de la capital de los Itzaes. 
• Un primer factor de gran importancia fue la introducción de nuevos y distintos grupos a Mesoamérica, iniciándose con ello nuevos procesos de aculturación, fusión étnica y lingüística. Este fenómeno fue característico de la época temprana, presentándose así constantemente desplazamientos y reacomodos,
es decir, hubo frecuentes migraciones.
• En el posclásico surgen también nuevas fuerzas unificadoras. Así, a la par que ocurrían cambios y reacomodos, nuevos factores de unificación hicieron posible el nacimiento y consolidación de señoríos, estados poderosos y aún auténticos imperios. Tal fue el caso de lo que sucedió con Tula.
• Otro atributo fue el creciente militarismo, es decir, los asuntos bélicos adquieren mayor importancia y consiguientemente los caudillos militares.
• Un elemento característico fue el proceso de urbanización, es decir, la creación de pueblos y ciudades; ejemplo de esto lo observamos en lugares como Mayapán (Yucatán); Mitla (Oaxaca) y sobre todo México-Tenochtitlan (Altiplano).
• Los cambios que se fueron dando en este periodo, dieron la pauta a una nueva organización social. El grupo de artesanos y mercaderes ocupa un lugar importante en la sociedad. Gracias a estos últimos, se mantuvo contacto e intercambio con lugares apartados, además de suministrar a los centros urbanos toda clase de materias primas que más tarde eran transformadas.
• Otro elemento que debe destacarse es la introducción de la metalurgia. Fue originada en el ámbito de las altas culturas andinas de América del Sur. Si bien, desde el periodo clásico hay indicios de algunas formas de explotación minera, en rigor la metalurgia no llegó a conocerse sino hasta el pos-clásico. Gracias a ella se enriqueció el instrumental técnico y sobre todo se produjeron elaborados con metales preciosos, objetos suntuarios en provecho del culto religioso y del esplendor de la nobleza.
• Un rasgo peculiar de esta época es la existencia de testimonios —códices o libros de pinturas, textos indígenas en diversas lenguas, relatos de cronistas— que hacen referencia a los acontecimientos de esta etapa. Lo anterior le otorga a este periodo el calificativo de histórico.